# Otto Bahr Halvorsen
Otto Bahr Halvorsen (Christiania, 28 maggio 1872 – Christiania, 23 maggio 1923) è stato un politico norvegese, due volte primo ministro della Norvegia dal 1920 al 1921 e nel 1923.